# Petriș, Mehedinți
Petriș este un sat în comuna Livezile din județul Mehedinți, Oltenia, România.